# Prispodoba o drvetu i plodovima
Prispodoba o drvetu i plodovima je Isusova prispodoba o razlikovanju dobrih ljudi od loših.
Kao što stablo prepoznajemo po plodovima, tako i ljude možemo prepoznati po njihovim djelima. Slične prispodobe o stablu i plodovima nalaze se na više mjesta u kanonskim evanđeljima po Mateju i Luki, kao i u nekanonskom evanđelju po Tomi. Isusova kritika je uglavnom uperena protiv "lažnih proroka" i licemjera, odnosno tadašnjih vjerskih vođa, pismoznanaca i farizeja. Samo u jednoj, od svih zabilježenih inačica ove priče, stoji da se "neplodno stablo sječe i u vatru baca”, što do danas izaziva vrlo različita tumačenja.
```
"Čuvajte se lažnih proroka koji dolaze k vama u ovčjem odijelu, a iznutra su vuci grabežljivi. Po njihovim ćete ih plodovima prepoznati. Bere li se s trnja grožđe ili s bodljike smokve? Tako svako dobro stablo rađa dobrim plodovima, a nevaljalo stablo rađa plodovima zlim. Ne može dobro stablo donijeti zlih plodova niti nevaljalo stablo dobrih plodova. Svako stablo koje ne rađa dobrim plodom siječe se i u oganj baca. Dakle: po plodovima ćete ih njihovim prepoznati." (Mt 7,15-20)
```

Isus koristi slike vrlo poznate njegovim slušateljima. Određeno trnje zaista rađa bobice koje podsjećaju na grožđe. A čkalj je cvijet, koji bar iz daljine, može sličiti na smokvu. Isus sličan test postavlja i raznim vjeroučiteljima i lažnim prorocima - da li žive u skladu s moralnom istinom i imaju ispravan karakter?